# Цистатіонін-β-синтаза
Цистатіонін-β-синтаза (К. Ф. 4.2.1.22) є цистатіонінформувальним ферментом, що каталізує реакцію конденсації серину і гомоцистеїну шляхом β-транслокації ОН-групи серину і тіолової групи гомоцистеїну з утворення кінцевих продуктів — сульфіду водню та цистатіоніну.

## Структура і особливості функціонування ферменту
Молекула ферменту є гомотетрамером (М.м. кожної субодиниці 63 кДа, 551 амінокислот); кожна субодиниця зв'язує два кофактори — піридоксаль-5-фосфат і гем — і обидва субстрати (гомоцистеїн і серин) та алостерично активується S-аденозил-L-метіоніном. Роль гема, що локалізований на N-кінці молекули, поки що нез'ясована — можливо, він виступає як редокс-сенсор. Крім того, гемове залізо може зв'язувати СО і NO, які у даному випадку виступають інгібіторами ферменту — це є лише одним із прикладів конвергенції сигнальних шляхів газотрансмітерів (СО, NO, H2S). На С-кінці молекули фермент має два CBS-домени, які, ймовірно, виступають інгібіторами ферментативної активності, оскільки їх втрата активує фермент. Ці ділянки молекули вважаються енергетичними сенсорами. Крім того, у CBS-домені молекула ферменту може підлягати СУМОїлюванню за залишком лізину-211. СУМОїлювання визначає ядерну транслокацію ферменту та інгібує його каталітичну активність.